# Corin Nemec

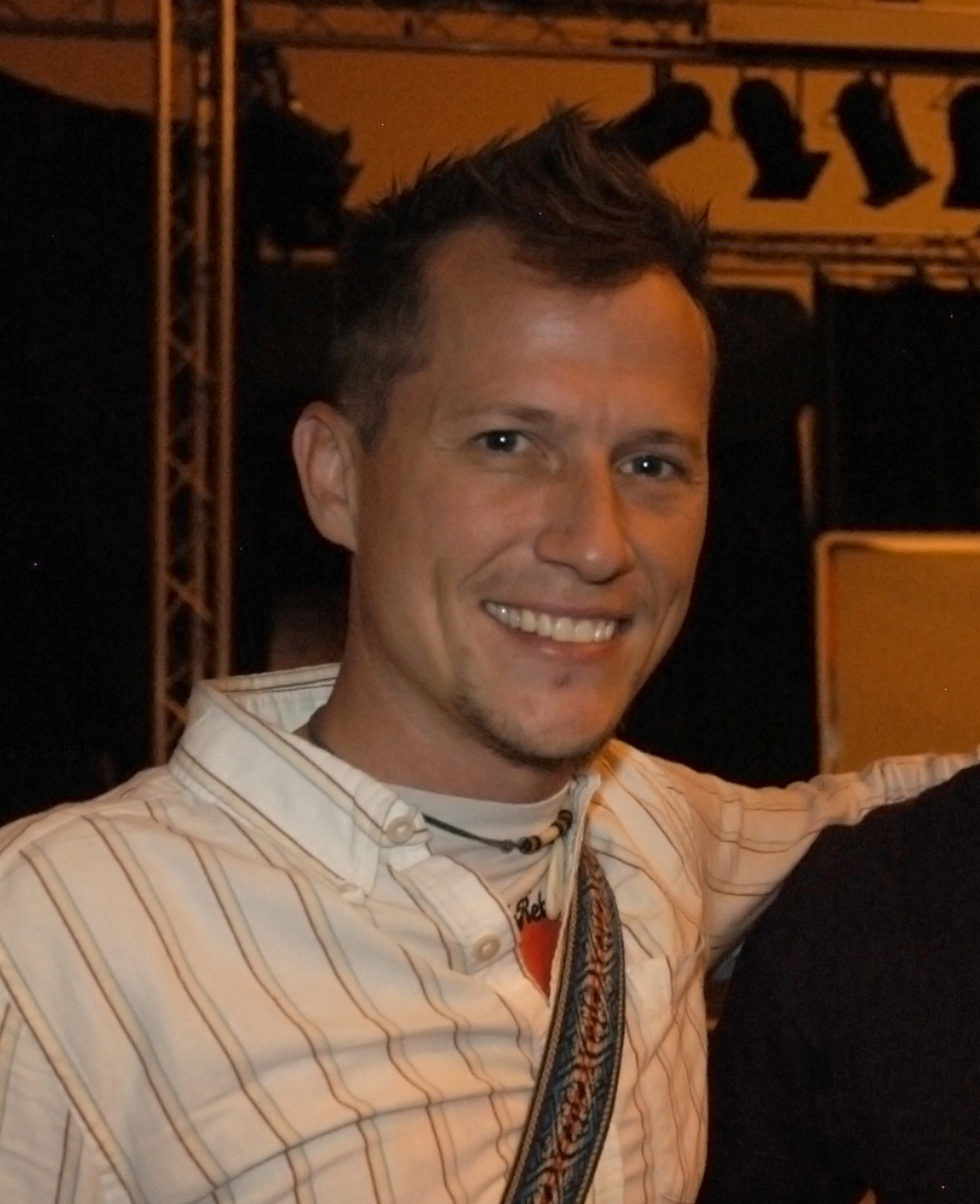
Corin Nemec auf der Gatecon 2006

Corin Nemec (ˈkɒrɪn ˈnɛmɪk) (* 5. November 1971 in Little Rock, Arkansas als Joseph Charles Nemec IV) ist ein US-amerikanischer Schauspieler.

## Leben
Corin Nemecs Künstlername leitet sich von seinem Spitznamen Corky ab, den ihm seine Großmutter in seiner Kindheit gab. Er wurde in Arkansas geboren, zog mit seiner Familie – er hat noch eine ältere Schwester – nach Atlanta und später nach Kalifornien. Sein Vater, Joseph Nemec III, ist als Filmarchitekt ebenfalls in der Kinobranche tätig.
Schon als Kind interessierte sich Nemec für die Schauspielerei. Seine ersten Fernsehauftritte hatte er 1986, noch als Corky Nemec, in den Fernsehserien Sidekicks und Webster. 1988 folgte die erste Rolle in dem Spielfilm Tucker – Ein Mann und sein Traum an der Seite von Jeff Bridges. 1988 spielte er im Zweiteiler Steven – Die Entführung und wurde für seine schauspielerische Leistung für den Emmy nominiert. Seinen Durchbruch hatte Corin Nemec 1990 mit der Hauptrolle in der Fernsehserie Parker Lewis – Der Coole von der Schule, die bis 1993 produziert wurde. Danach war er in einigen Spielfilmen und zahlreichen TV-Filmen zu sehen, unter anderem in Drop Zone, Operation Dumbo und in der vierteiligen Stephen-King-Verfilmung The Stand in der Rolle des Harold Lauder.
Nemec hatte mehrere Gastauftritte in bekannten Fernsehserien wie New York Cops – NYPD Blue, Beverly Hills, 90210, Smallville, CSI: NY, CSI: Miami und Supernatural. 2002 erhielt er eine der Hauptrollen in der Science-Fiction-Serie Stargate – Kommando SG-1, musste die Serie aber nach einem Jahr wieder verlassen, da die beliebte Figur des Daniel Jackson (dargestellt von Michael Shanks) wieder zur Serie zurückstieß. Für eine Stargate-Episode schrieb er auch das Drehbuch. Seitdem dreht Nemec regelmäßig US-amerikanische Low-Budget Filme und für das Fernsehen wie Sea Beast oder Mosquito Man.
Im Jahr 2007 spielte und produzierte er mit dem aus Eine schrecklich nette Familie bekannten David Faustino die Internetserie Star-Ving, mit über einer Million Klicks hat die Serie einen Rekord für Webserien aufgestellt. Danach verkörperte Nemec gleich zweimal berüchtigte amerikanische Serienkiller in Horrorfilmen, nämlich Ted Bundy in Der Fall Ted Bundy – Serienkiller (Bundy: An American Icon) und Richard Speck in Chicago Massacre: Richard Speck.
Für den 2013 erschienenen Film Poseidon Rex war Nemec ursprünglich als Hauptdarsteller engagiert. Zu Beginn der Dreharbeiten verunglückte er allerdings schwer, als das Boot, auf dem er mit der Filmcrew transportiert wurde, mit einem anderen Boot kollidierte. Nemec erlitt eine komplizierte Beinverletzung und verlor dabei so viel Blut, dass er nur durch mehrere Transfusionen gerettet werden konnte. Die Hauptrolle des Films übernahm daraufhin Brian Krause.
Nemec ist Vater von zwei Kindern. Er lebt in Hollywood.

## Filmografie (Auswahl)
- 1983: Webster (Fernsehserie)
- 1988: Tucker (Tucker: The Man and His Dream)
- 1988: Cadets (Fernsehserie)
- 1989: What’s Alan Watching?
- 1989: Steven – Die Entführung (I Know My First Name Is Steven, Fernsehfilm)
- 1989: Island Son
- 1990: Starfire (Solar Crisis)
- 1991: For the Very First Time
- 1991: My Son Johnny
- 1990–1993: Parker Lewis – Der Coole von der Schule (Parker Lewis Can’t Lose, Fernsehserie)
- 1994: The Lifeforce Experiment
- 1994: In the Living Years
- 1994: Stephen Kings The Stand – Das letzte Gefecht (The Stand, Mini-Serie)
- 1994: Geschichten aus der Gruft (Tales from the Crypt, Fernsehserie)
- 1994: Drop Zone
- 1995: White Wolves II: Legend of the Wild
- 1995: Operation Dumbo (Operation Dumbo Drop)
- 1995: New York Cops – NYPD Blue (NYPD Blue, Fernsehserie)
- 1996: Nichts als Trouble mit den Frauen (Mojave Moon)
- 1996: Summer of Fear
- 1996: The War at Home
- 1997: The First to Go
- 1997: Beverly Hills, 90210 (Fernsehserie)
- 1997: Im Namen der Ehre (Goodbye America)
- 1998: The Process
- 1998: Silencing Mary
- 1998: Blade Squad
- 1998: Legacy
- 1999: L.A. Doctors
- 1999: Foreign Correspondents
- 2001: Blackout – Terror im Dunkeln (Blackout, Fernsehfilm)
- 2002: Spuren in den Tod (My Brother’s Keeper, Fernsehfilm)
- 2002: Smallville (Fernsehserie)
- 2002–2004: Stargate – Kommando SG-1 (Stargate SG-1, Fernsehserie, Staffel 5–7)
- 2004: CSI: NY (Fernsehserie)
- 2005: Raging Sharks (Fernsehfilm)
- 2005: Mosquito Man (Mansquito)
- 2006: Der Gen Soldat (S.S. Doomtrooper)
- 2007: Navy CIS (NCIS)
- 2007: Chicago Massacre: Richard Speck
- 2008: CSI: Miami (Fernsehserie)
- 2008: Sea Beast – Das Ungeheuer aus der Tiefe (Troglodyte, Fernsehfilm)
- 2008: Ghost Whisperer – Stimmen aus dem Jenseits (Ghost Whisperer, Fernsehserie)
- seit 2008: Star-ving (Online-Comedyserie)
- 2009: Der Fall Ted Bundy – Serienkiller (Boston Strangler: The Untold Story)
- 2010: Supernatural (Fernsehserie)
- 2011: Sand Sharks
- 2012: Dragon Wasps
- 2012: Navy CIS: L.A. (Fernsehserie)
- 2013: Jurassic Attack
- 2013: Dracano
- 2013: Robocroc (Fernsehfilm)
- 2015: Lake Placid vs. Anaconda (Fernsehfilm)
- 2015: Renegades – The Series (Webserie)
- 2016: Battlefield: Drone Wars (Drone Wars)
- 2017: Final Storm – Der Untergang der Welt (Doomsday Device, Fernsehfilm)
- 2017: Girlfriend Killer
- 2017: This Is Christmas
- 2017: A Christmas Cruise
- 2018: Snatched
- 2018: Rottentail
- 2018: A Woman’s Nightmare
- 2018: Deadly Excursion
- 2019: The Circuit
- 2020: Run Hide Fight
- 2024: Place of Bones